# 尼格利冰原島峰
80°38′S 23°20′W / 80.633°S 23.333°W
尼格利冰原島峰（英語：Niggli Nunataks），是南極洲的冰原島峰，位於科茨地，處於韋格納山東北面11公里，海拔高度1,470米，屬於沙克爾頓山脈中里德山脈的一部分，在1967年由美國海軍拍攝空中照片，現時由南極條約體系管理。